# كارول هيغينز كلارك
كارول هيغينز كلارك (بالإنجليزية: Carol Higgins Clark)‏ (28 يوليو 1956، نيويورك في الولايات المتحدة)؛ كاتِبة، ممثلة وروائية أمريكية. درست في كلية ماونت هوليوك.

## روابط خارجية
- كارول هيغينز كلارك على موقع IMDb (الإنجليزية)
- كارول هيغينز كلارك على موقع ألو سيني (الفرنسية)
- كارول هيغينز كلارك على موقع ميوزك برينز (الإنجليزية)
- كارول هيغينز كلارك على موقع أول موفي (الإنجليزية)
- كارول هيغينز كلارك على موقع ديسكوغز (الإنجليزية)
- كارول هيغينز كلارك على موقع قاعدة بيانات الفيلم (الإنجليزية)
- كارول هيغينز كلارك على موقع كينوبويسك (الروسية)